# 主體年號

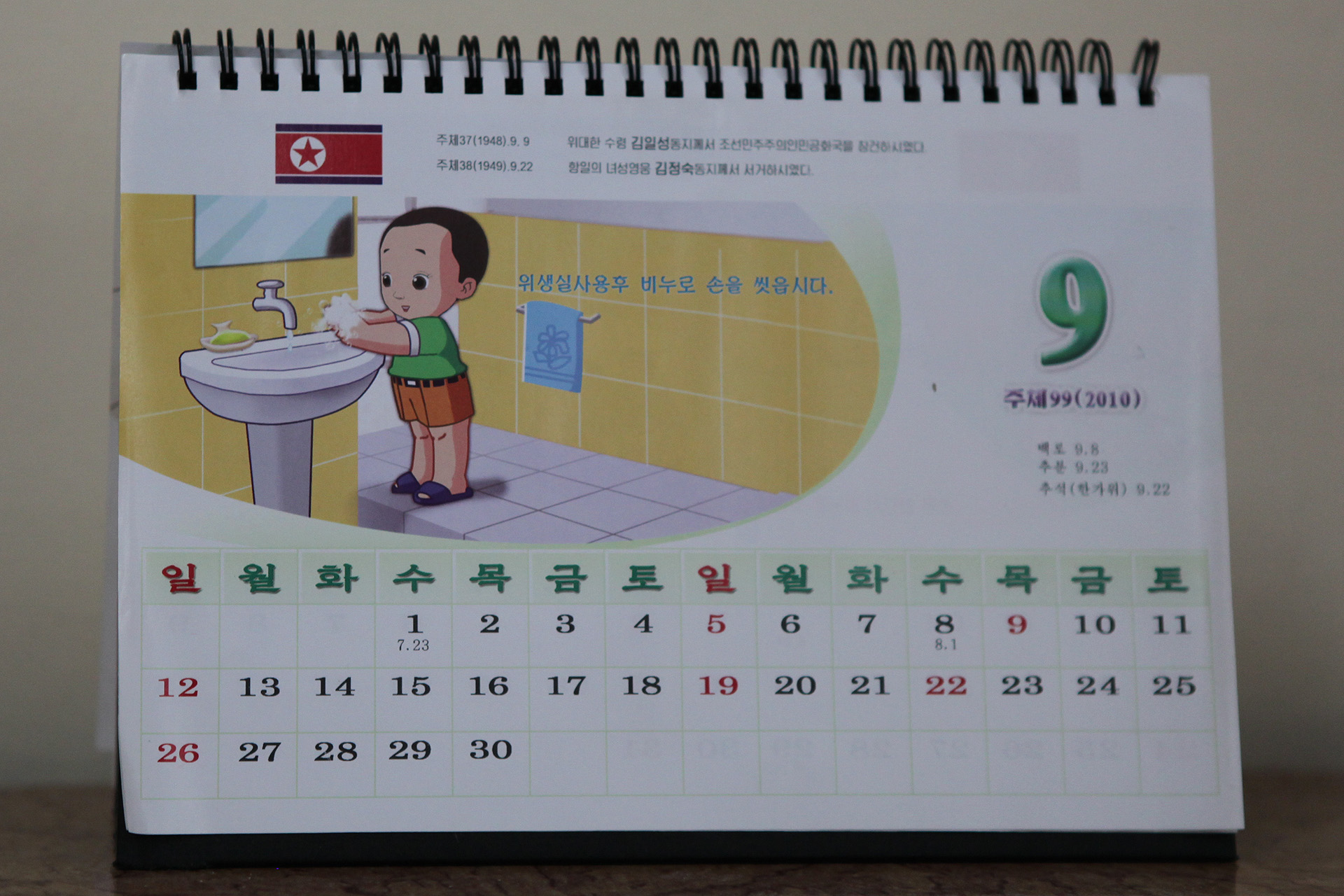
在朝鲜制作的日历上、2010年被标记为主体99（2010）年。

主體年號（朝鲜语：／），又稱主體曆（朝鲜语：／），為朝鮮於1997年7月—2024年10月使用的纪年法。紀年方式為追尊朝鲜民主主义人民共和国締造者及主體思想創立人金日成的出生年1912年為主體元年。月份、日期等同公曆。

## 歷史
1948年9月9日朝鲜民主主义人民共和国成立以來，一直以公元紀年。1997年7月8日，朝鲜政府宣布「为了永远传颂和发扬创立了永恒不灭的主体思想，把革命和建设引向胜利的伟大领袖金日成同志的革命生涯和不可磨灭的业绩，继承并完成金日成的革命事业」，朝鮮劳动党中央委员会、中央军事委员会、国防委员会、中央人民委员会和政务院一致通过一项决议，開始實行主體紀年。因此，主體曆頒布的1997年是主體86年，而非主體元年。
自1997年至2024年，朝鲜的所有文件、出版物和建筑上均有主体年号的标记，后面用括号注明公历年份。
2024年10月12日晚上起，朝鮮政府與官辦媒體突然不再使用主體曆標示。韓聯社分析金正恩此舉是爲加速金正恩個人崇拜，韓聯社亦引述韓國統一研究院資深研究員洪珉的觀點，表示朝鮮可能認爲年號帶有封建色彩，不適宜繼續使用。北韓在棄用主體年號後，亦在媒體層面對曾攝有主體年號的畫面進行刪除與修改，同時在宣傳金正恩教育成果的資料與《勞動新聞》中，也不再標示主體年號。此舉韓聯社解讀為：金正恩已然下定決心，擺脫金日成與金正日的光環。
據《每日北韓》報道，北韓政府並未告知北韓民眾棄用主體年號的原因。報道引述消息人士稱：在黄海北道曾有民眾在聚會上公開議論此事而被告密，後來被國家保衛省逮捕。
主體曆的年份，和中華民國紀年及日本大正年號，均以1912年為元年，即三者年份相同：主體N年，同時是民國N年及大正N年（至1926年12月25日，日本改元昭和為止）。這是因為金日成出生、中華民國成立、日本大正天皇即位剛好為1912年，三者並無任何關係。

## 曆法轉換

### 朝鮮日治時期
| 公曆紀年 | 1912年              | 1913年   | 1914年   | 1915年              | 1916年   | 1917年   | 1918年   | 1919年   | 1920年   | 1921年   | 1922年   |  |
| 主體紀年 | 元年                | 二年     | 三年     | 四年                | 五年     | 六年     | 七年     | 八年     | 九年     | 十年     | 十一年   |  |
| 日本紀年 | 明治45年 / 大正元年 | 大正2年  | 大正3年  | 大正4年             | 大正5年  | 大正6年  | 大正7年  | 大正8年  | 大正9年  | 大正10年 | 大正11年 |  |
|          |                     |          |          |                     |          |          |          |          |          |          |          |  |
| 公曆紀年 | 1923年              | 1924年   | 1925年   | 1926年              | 1927年   | 1928年   | 1929年   | 1930年   | 1931年   | 1932年   | 1933年   |  |
| 主體紀年 | 十二年              | 十三年   | 十四年   | 十五年              | 十六年   | 十七年   | 十八年   | 十九年   | 二十年   | 二十一年 | 二十二年 |  |
| 日本紀年 | 大正12年            | 大正13年 | 大正14年 | 大正15年 / 昭和元年 | 昭和2年  | 昭和3年  | 昭和4年  | 昭和5年  | 昭和6年  | 昭和7年  | 昭和8年  |  |
|          |                     |          |          |                     |          |          |          |          |          |          |          |  |
| 公曆紀年 | 1934年              | 1935年   | 1936年   | 1937年              | 1938年   | 1939年   | 1940年   | 1941年   | 1942年   | 1943年   | 1944年   |  |
| 主體紀年 | 二十三年            | 二十四年 | 二十五年 | 二十六年            | 二十七年 | 二十八年 | 二十九年 | 三十年   | 三十一年 | 三十二年 | 三十三年 |  |
| 日本紀年 | 昭和9年             | 昭和10年 | 昭和11年 | 昭和12年            | 昭和13年 | 昭和14年 | 昭和15年 | 昭和16年 | 昭和17年 | 昭和18年 | 昭和19年 |  |
|          |                     |          |          |                     |          |          |          |          |          |          |          |  |
| 公曆紀年 | 1945年              |          |          |                     |          |          |          |          |          |          |          |  |
| 主體紀年 | 三十四年            |          |          |                     |          |          |          |          |          |          |          |  |
| 日本紀年 | 昭和20年            |          |          |                     |          |          |          |          |          |          |          |  |

### 苏联與美国分治朝鲜半岛時期
| 公曆紀年 | 1945年   | 1946年   | 1947年   | 1948年   |
| 主體紀年 | 三十四年 | 三十五年 | 三十六年 | 三十七年 |

### 朝鲜民主主义人民共和国時期
| 公曆紀年 | 1948年   | 1949年   | 1950年   | 1951年   | 1952年   | 1953年   | 1954年   | 1955年   | 1956年   | 1957年   |
| 主體紀年 | 三十七年 | 三十八年 | 三十九年 | 四十年   | 四十一年 | 四十二年 | 四十三年 | 四十四年 | 四十五年 | 四十六年 |
|          |          |          |          |          |          |          |          |          |          |          |
| 公曆紀年 | 1958年   | 1959年   | 1960年   | 1961年   | 1962年   | 1963年   | 1964年   | 1965年   | 1966年   | 1967年   |
| 主體紀年 | 四十七年 | 四十八年 | 四十九年 | 五十年   | 五十一年 | 五十二年 | 五十三年 | 五十四年 | 五十五年 | 五十六年 |
|          |          |          |          |          |          |          |          |          |          |          |
| 公曆紀年 | 1968年   | 1969年   | 1970年   | 1971年   | 1972年   | 1973年   | 1974年   | 1975年   | 1976年   | 1977年   |
| 主體紀年 | 五十七年 | 五十八年 | 五十九年 | 六十年   | 六十一年 | 六十二年 | 六十三年 | 六十四年 | 六十五年 | 六十六年 |
|          |          |          |          |          |          |          |          |          |          |          |
| 公曆紀年 | 1978年   | 1979年   | 1980年   | 1981年   | 1982年   | 1983年   | 1984年   | 1985年   | 1986年   | 1987年   |
| 主體紀年 | 六十七年 | 六十八年 | 六十九年 | 七十年   | 七十一年 | 七十二年 | 七十三年 | 七十四年 | 七十五年 | 七十六年 |
|          |          |          |          |          |          |          |          |          |          |          |
| 公曆紀年 | 1988年   | 1989年   | 1990年   | 1991年   | 1992年   | 1993年   | 1994年   | 1995年   | 1996年   | 1997年   |
| 主體紀年 | 七十七年 | 七十八年 | 七十九年 | 八十年   | 八十一年 | 八十二年 | 八十三年 | 八十四年 | 八十五年 | 八十六年 |
|          |          |          |          |          |          |          |          |          |          |          |
| 公曆紀年 | 1998年   | 1999年   | 2000年   | 2001年   | 2002年   | 2003年   | 2004年   | 2005年   | 2006年   | 2007年   |
| 主體紀年 | 八十七年 | 八十八年 | 八十九年 | 九十年   | 九十一年 | 九十二年 | 九十三年 | 九十四年 | 九十五年 | 九十六年 |
|          |          |          |          |          |          |          |          |          |          |          |
| 公曆紀年 | 2008年   | 2009年   | 2010年   | 2011年   | 2012年   | 2013年   | 2014年   | 2015年   | 2016年   | 2017年   |
| 主體紀年 | 九十七年 | 九十八年 | 九十九年 | 一百年   | 一〇一年 | 一〇二年 | 一〇三年 | 一〇四年 | 一〇五年 | 一〇六年 |
|          |          |          |          |          |          |          |          |          |          |          |
| 公曆紀年 | 2018年   | 2019年   | 2020年   | 2021年   | 2022年   | 2023年   | 2024年   |          |          |          |
| 主體紀年 | 一〇七年 | 一〇八年 | 一〇九年 | 一一〇年 | 一一一年 | 一一二年 | 一一三年 |          |          |          |

## 关联条目
- 金日成家族
- 朝鲜劳动党
- 朝鲜民主主义人民共和国
- 主体思想
- 金日成金正日主义
- 朝鲜的个人崇拜
- 民国纪年——中華民國以1912年为元年的紀年。
- 大正——1912年7月30日至1926年12月25日期間日本使用的年号。